# Historia de O
Historia de O (en francés: Histoire d'O) es una novela erótica de la escritora francesa Pauline Réage (pseudónimo de Dominique Aury, nacida Anne Desclos) publicada en 1954. Intelectual francesa además de escritora, Dominique Aury no pensaba en publicar sus trabajos, sino que los escribió como un desafío que emprendía para conquistar más a su amante, Jean Paulhan.
El libro narra la historia de una fotógrafa de modas parisina sólo conocida con la inicial O, que, por amor a su "maestro" (amante), René, ingresa en una fraternidad sadomasoquista donde se convierte voluntariamente en un objeto sexual, siendo sometida a todo tipo de prácticas de sumisión (incluyendo azotes y sodomía).
La primera edición en lengua española se publicó en México en 1962 (Baal). En 1977 se publicó por primera vez en España (Plaza y Janés).
En 1975 fue llevada al cine en una película del mismo nombre por el realizador francés Just Jaeckin y protagonizada por Corinne Clery.